# Сардар Азмун
Сардар Азмун (перс. سردار آزمون, нар. 1 січня 1995, Гонбат-е-Ґабус) — іранський футболіст, нападник «Баєр 04» та збірної Ірану. На правах оренди грає в Італії за «Рому».

## Клубна кар'єра
Народився 1 січня 1995 року в місті Гонбат-е-Ґабус. Почав займатися футболом з 9 років, а з 15 років виступав за ісфаханський клуб «Сепахан».
В грудні 2012 року в 17 років Азмун перейшов до складу казанського «Рубіна», ставши вже другим іранцем в команді після підписаного в січні того ж року воротаря Алірези Хагігі. Він став наймолодшим іранським гравцем в історії, який виступає за іноземний клуб.

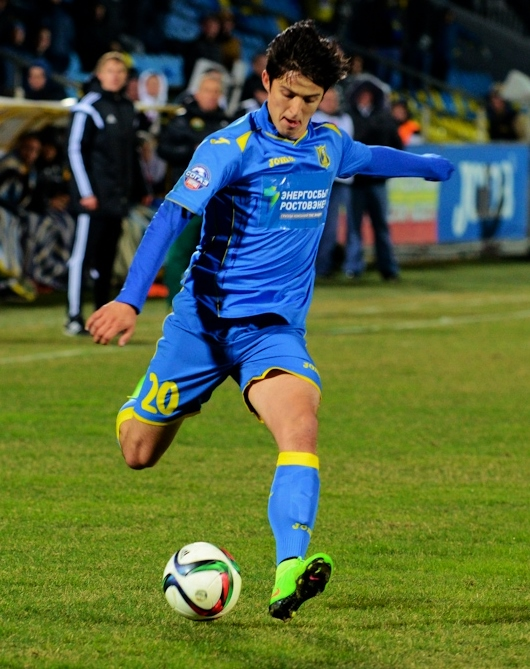
Сардар Азмун під час виступів за «Ростов». 2015 рік.

Перший офіційний матч за «Рубін» зіграв 25 липня 2013 року в Лізі Європи проти сербської «Ягодини». 29 серпня в матчі Ліги Європи проти «Мольде» вийшов на заміну і на 84-й хвилині забив гол. 6 жовтня 2013 року дебютував в Чемпіонаті Росії, вийшовши на заміну на 73 хвилині в домашньому матчі проти «Анжі», на доданій хвилині другого тайму відзначився першим голом в офіційних матчах за «Рубін», а також заробив пенальті.
В лютому 2015 року перейшов в «Ростов» на правах оренди до кінця сезону. Його дебют відбувся 8 березня 2015 року в грі проти «Локомотива». 16 березня 2015 року відзначився першим голом за новий клуб, його гол став переможним у матчі проти «Кубані». У липні 2015 року підписав нову орендну угоду з «Ростовом». Вона розрахована до кінця сезону 2015/2016. В сезоні 2015/16 завоював з командою срібну медаль чемпіонату Росії. Зіграв у 25 матчах, забив 9 голів
Влітку 2016 року футболіст самовільно покинув «Рубін» і зіграв у контрольному матчі за «Ростов». 22 липня Спортивний арбітражний суд Лозанни виніс рішення про застосування тимчасових заходів щодо скарги «Ростова» і футболіста Сердара Азмуна щодо рішення РФС і РФПЛ про відмову у заявці футболіста за ростовський клуб. Суд дозволив «Ростову» заявити футболіста на поточний сезон. 25 липня Азмун був внесений в заявку команди «Ростов» на Лігу чемпіонів. У квіліфікації Азмун забивав у ворота «Андерлехта» і «Аякса» і допоміг команді вперше в історії потрапити в груповий етап. 1 листопада 2016 року в матчі групового етапу проти «Атлетіко Мадрид» (1:2) Азмун забив гол ставши першим іранцем з 2005 року (коли забив Алі Карімі з «Баварії»), що забив у груповому етапі головного європейського турніру. 23 листопада 2016 року Азмун забив свій другий гол в групі Ліги чемпіонів в матчі проти «Баварії», що дозволило російському клубу сенсаційно виграти й зайняти третє місце у групі.
Після його хороших виступів і голів в Лізі чемпіонів Азмун привернув інтерес з боку європейських грандів, таких як «Марсель», «Ліверпуль», «Арсенал», «Боруссія» (Дортмунд), і «Баєр 04», а після закінчення сезону 2016/17 Азмун отримав інтерес від шотландського гранда «Селтіка», англійського «Евертона» та іспанської «Валенсії». Втім у червні 2017 року Азмун повернувся до «Рубіна». Станом на 21 червня 2018 року відіграв за казанську команду 26 матчів в національному чемпіонаті. 1 лютого 2019 року підписав контракт з «Зенітом» терміном на 3,5 року, сумма трансфера склала 12 млн євро  30 січня 2022 року офіційний сайт "Зеніту" повідомив про перехід Азмуна у клуб  "Байєр 04"   Контракт розрахований до 2027
Відіграв у Німеччині півтора сезони, після чого у серпні 2023 року перейшов до італійської «Рому» на правах оренди з правом подальшого викупу за 12,5 мільйонів євро.

## Виступи за збірні
2009 року дебютував у складі юнацької збірної Ірану, взяв участь у 6 іграх на юнацькому рівні, відзначившись 7 забитими голами.
Протягом 2011—2013 років залучався до складу молодіжної збірної Ірану. На молодіжному рівні зіграв у 23 офіційних матчах, забив 23 голи. У її складі у 2012 році став найкращим бомбардиром Кубка Співдружності (7 голів у шести матчах). А зі збірною до 23 років зміг кваліфікуватись на Молодіжний чемпіонат Азії 2016 року. Втім оскільки чемпіонат сам турнір був проведений не під час Міжнародного календаря матчів ФІФА, Джаганбахш не був відпущений своїм клубом «Ростовом» і на турнір не потрапив.

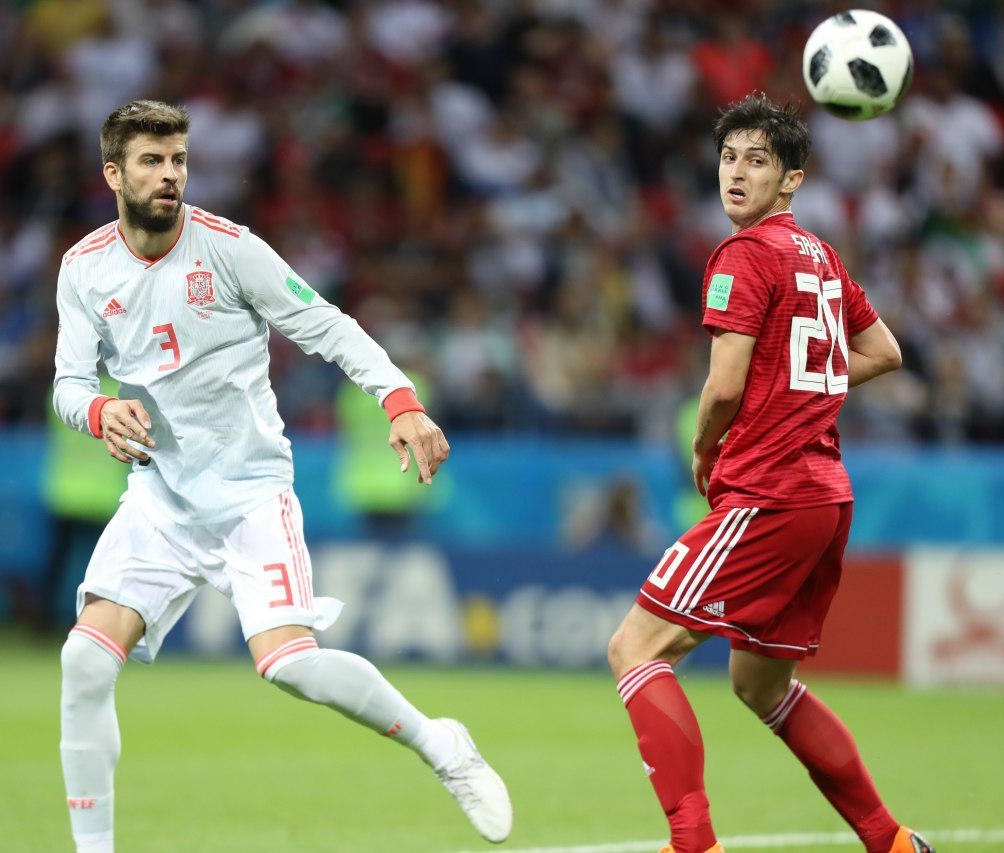
Сардар Азмун (праворуч) проти Жерара Піке на чемпіонаті світу 2018.

В жовтні 2013 року був вперше викликаний в національну збірну Ірану. Він дебютував 26 травня 2014 року в товариському матчі зі збірною Чорногорії, вийшовши на заміну на 60-й хвилині. 18 листопада 2014 року в товариському матчі проти Південної Кореї, на 68 хвилині матчу забив перший гол за збірну.
В січні 2015 року був включений в заявку на Кубок Азії 2015 року. У першому матчі з бахрейнцями Азмун вийшов на заміну на 75-й хвилині й не встиг проявити себе, але збірна Ірану виграла з рахунком 2:0. Своєю грою футболіст заслужив право вийти в стартовому складі на матч з Катаром, Азмун забив гол на 52 хвилині, тим самим вивів збірну в плей-оф турніру, де у чвертьфіналі іранці програли в серії пенальті Іраку.
Після цього Сердар Азмун став найкращим іранським бомбардиром у відбірковому турнірі на чемпіонат світу 2018 року, забивши 11 голів в 14 матчах. Цим Сардар допоміг збірній зайняти перше місце у групі та кваліфікуватись на турнір. На самому турнірі Азмун зіграв у всіх трьох матчах, але голів не забивав і його команда не вийшла з групи. В результаті на Азмуна повалилася критика від фанатів і 28 червня 2018 року у своєму Instagram він повідомив, що завершує виступи за збірну через стан здоров'я матері: «Моїй мамі вдалося перемогти хворобу, і я був щасливий. Але, на жаль, через критику та образи, які отримую я і мої партнери по збірній, її стан погіршився, хвороба посилилася. Це поставило мене в складне становище, коли потрібно вибирати. Тому я вибираю мати.» Утім згодом футболіст змінив своє рішення і був основним гравцем іранців у фінальній частині ЧС-2018, де вони припинили боротьбу на груповій стадії.
Згодомграв і на Чемпіонаті світу 2022 року, де Іран також не вийшов до плей-оф.

## Статистика виступів

### Статистика клубних виступів
Станом на 26 серпня 2023
| Сезон               | Команда             | Чемпіонат           | Чемпіонат | Чемпіонат | Національний кубок | Національний кубок | Національний кубок | Континентальні кубки | Континентальні кубки | Континентальні кубки | Інші змагання | Інші змагання | Інші змагання | Усього | Усього |
| Сезон               | Команда             | Ліга                | Ігор      | Голів     | Ліга               | Ігор               | Голів              | Ліга                 | Ігор                 | Голів                | Ліга          | Ігор          | Голів         | Ігор   | Голів  |
| ------------------- | ------------------- | ------------------- | --------- | --------- | ------------------ | ------------------ | ------------------ | -------------------- | -------------------- | -------------------- | ------------- | ------------- | ------------- | ------ | ------ |
| 2013–14             | «Рубін»             | ПЛ                  | 14        | 4         | КР                 | 1                  | 0                  | ЛЄ                   | 2                    | 1                    | -             | -             | -             | 17     | 5      |
| 2014–15             | «Рубін»             | ПЛ                  | 13        | 1         | КР                 | 2                  | 1                  | -                    | -                    | -                    | -             | -             | -             | 15     | 2      |
| 2014–15             | «Ростов»            | ПЛ                  | 11+1      | 3+1       | КР                 | -                  | -                  | -                    | -                    | -                    | -             | -             | -             | 12     | 4      |
| 2015–16             | «Ростов»            | ПЛ                  | 24        | 9         | КР                 | 0                  | 0                  | -                    | -                    | -                    | -             | -             | -             | 24     | 9      |
| 2016–17             | «Ростов»            | ПЛ                  | 27        | 7         | КР                 | 0                  | 0                  | ЛЧ+ЛЄ                | 10>+2                | 4+1                  | -             | -             | -             | 39     | 12     |
| Усього за «Ростов»  | Усього за «Ростов»  | Усього за «Ростов»  | 62+1      | 19+1      |                    | 0                  | 0                  |                      | 12                   | 5                    |               | -             | -             | 75     | 25     |
| 2017–18             | «Рубін»             | ПЛ                  | 26        | 5         | КР                 | 2                  | 0                  | -                    | -                    | -                    | -             | -             | -             | 28     | 5      |
| 2018–19             | «Рубін»             | ПЛ                  | 14        | 4         | КР                 | 3                  | 1                  | -                    | -                    | -                    | -             | -             | -             | 17     | 5      |
| Усього за «Рубін»   | Усього за «Рубін»   | Усього за «Рубін»   | 40        | 9         |                    | 5                  | 1                  |                      | -                    | -                    |               | -             | -             | 45     | 10     |
| 2018–19             | «Зеніт»             | ПЛ                  | 12        | 9         | КР                 | 0                  | 0                  | ЛЄ                   | 4                    | 3                    | -             | -             | -             | 16     | 12     |
| 2019–20             | «Зеніт»             | ПЛ                  | 28        | 17        | КР                 | 3                  | 0                  | ЛЧ                   | 6                    | 2                    | СР            | 1             | 2             | 38     | 21     |
| 2020–21             | «Зеніт»             | ПЛ                  | 24        | 19        | КР                 | 0                  | 0                  | ЛЧ                   | 4                    | 0                    | СР            | 1             | 0             | 29     | 19     |
| 2021–22             | «Зеніт»             | ПЛ                  | 15        | 7         | КР                 | 0                  | 0                  | ЛЧ                   | 5                    | 2                    | СР            | 1             | 1             | 21     | 10     |
| Усього за «Зеніт»   | Усього за «Зеніт»   | Усього за «Зеніт»   | 79        | 52        |                    | 3                  | 0                  |                      | 19                   | 7                    |               | 3             | 3             | 104    | 62     |
| січ.-черв. 2022     | «Баєр 04»           | БЛ                  | 9         | 1         | КН                 | 0                  | 0                  | ЛЄ                   | 2                    | 0                    | -             | -             | -             | 11     | 1      |
| 2022–23             | «Баєр 04»           | БЛ                  | 23        | 4         | КН                 | 1                  | 0                  | ЛЧ+ЛЄ                | 2+7                  | 0+0                  | -             | -             | -             | 33     | 4      |
| Усього за «Баєр 04» | Усього за «Баєр 04» | Усього за «Баєр 04» | 32        | 5         |                    | 1                  | 0                  |                      | 11                   | 0                    |               | -             | -             | 44     | 5      |
| Усього за кар'єру   | Усього за кар'єру   | Усього за кар'єру   | 241       | 91        |                    | 12                 | 2                  |                      | 46                   | 13                   |               | 3             | 3             | 302    | 109    |

### Статистика виступів за збірну
Станом на 26 серпня 2023
| Дата       | Місто                   | Господарі          | Результат          | Гості          | Турнір                           | Голи | Примітки |
| ---------- | ----------------------- | ------------------ | ------------------ | -------------- | -------------------------------- | ---- | -------- |
| 26-5-2014  | Подгориця               | Чорногорія         | 0 – 0              | Іран           | товариський матч                 | -    | 61'      |
| 30-5-2014  | Конакрі                 | Ангола             | 0 – 0              | Іран           | товариський матч                 | -    | 66'      |
| 18-11-2014 | Тегеран                 | Іран               | 1 – 0              | Південна Корея | товариський матч                 | 1    | 60'      |
| 4-1-2015   | Тегеран                 | Іран               | 1 – 0              | Ірак           | товариський матч                 | 1    | 34', 74' |
| 11-1-2015  | Мельбурн                | Іран               | 2 – 0              | Бахрейн        | Кубок Азії 2015 - 1-й етап       | -    | 75'      |
| 15-1-2015  | Сідней                  | Катар              | 0 – 1              | Іран           | Кубок Азії 2015 - 1-й етап       | 1    | 62'      |
| 19-1-2015  | Брисбен                 | Іран               | 1 – 0              | ОАЕ            | Кубок Азії 2015 - 1-й етап       | -    | 45', 72' |
| 23-1-2015  | Канберра                | Іран               | 3 – 3 (6 - 7 п.п.) | Ірак           | Кубок Азії 2015 - чвертьфінал    | 1    | 67'      |
| 11-6-2015  | Ташкент                 | Узбекистан         | 0 – 1              | Іран           | товариський матч                 | -    | 46'      |
| 16-6-2015  | Дашогуз                 | Туркменістан       | 1 – 1              | Іран           | Відбір до ЧС 2018                | 1    |          |
| 3-9-2015   | Тегеран                 | Іран               | 6 – 0              | Гуам           | Відбір до ЧС 2018                | 2    | 70'      |
| 8-9-2015   | Бенгалуру               | Індія              | 0 – 3              | Іран           | Відбір до ЧС 2018                | 1    |          |
| 8-10-2015  | Маскат                  | Оман               | 1 – 1              | Іран           | Відбір до ЧС 2018                | -    | 86'      |
| 13-10-2015 | Тегеран                 | Іран               | 1 – 1              | Японія         | товариський матч                 | -    | 83'      |
| 24-3-2016  | Тегеран                 | Іран               | 4 – 0              | Індія          | Відбір до ЧС 2018                | 1    | 88'      |
| 29-3-2016  | Тегеран                 | Іран               | 2 – 0              | Оман           | Відбір до ЧС 2018                | 2    | 62'      |
| 2-6-2016   | Скоп'є                  | Північна Македонія | 1 – 3              | Іран           | товариський матч                 | 3    | 65'      |
| 7-6-2016   | Тегеран                 | Іран               | 6 – 0              | Киргизстан     | товариський матч                 | 1    | 71'      |
| 1-9-2016   | Тегеран                 | Іран               | 2 – 0              | Катар          | Відбір до ЧС 2018                | -    | 84'      |
| 6-9-2016   | Шеньян                  | КНР                | 0 – 0              | Іран           | Відбір до ЧС 2018                | -    |          |
| 6-10-2016  | Ташкент                 | Узбекистан         | 0 – 1              | Іран           | Відбір до ЧС 2018                | -    | 63'      |
| 11-10-2016 | Тегеран                 | Іран               | 1 – 0              | Південна Корея | Відбір до ЧС 2018                | 1    | 80', 85' |
| 23-3-2017  | Доха                    | Катар              | 0 – 1              | Іран           | Відбір до ЧС 2018                | -    | 84'      |
| 28-3-2017  | Тегеран                 | Іран               | 1 – 0              | КНР            | Відбір до ЧС 2018                | -    | 72'      |
| 4-6-2017   | Подгориця               | Чорногорія         | 1 – 2              | Іран           | товариський матч                 | 2    | 64'      |
| 12-6-2017  | Тегеран                 | Іран               | 2 – 0              | Узбекистан     | Відбір до ЧС 2018                | 1    | 75'      |
| 5-9-2017   | Тегеран                 | Іран               | 2 – 2              | Сирія          | Відбір до ЧС 2018                | 2    |          |
| 10-10-2017 | Казань                  | Росія              | 1 – 1              | Іран           | товариський матч                 | 1    | 64'      |
| 9-11-2017  | Грац                    | Іран               | 2 – 1              | Панама         | товариський матч                 | -    | 58'      |
| 13-11-2017 | Неймеген                | Венесуела          | 0 – 1              | Іран           | товариський матч                 | -    | 61'      |
| 27-3-2018  | Грац                    | Іран               | 2 – 1              | Алжир          | товариський матч                 | 1    | 62'      |
| 28-5-2018  | Стамбул                 | Туреччина          | 2 – 1              | Іран           | товариський матч                 | -    | 80'      |
| 15-6-2018  | Санкт-Петербург         | Марокко            | 0 – 1              | Іран           | ЧС 2018 - 1-й етап               | -    |          |
| 20-6-2018  | Казань                  | Іран               | 0 – 1              | Іспанія        | ЧС 2018 - 1-й етап               | -    |          |
| 25-6-2018  | Саранськ                | Іран               | 1 – 1              | Португалія     | ЧС 2018 - 1-й етап               | -    | 54'      |
| 16-10-2018 | Тегеран                 | Іран               | 2 – 1              | Болівія        | товариський матч                 | -    | 46'      |
| 20-11-2018 | Доха                    | Іран               | 1 – 1              | Венесуела      | товариський матч                 | -    | 66'      |
| 24-12-2018 | Доха                    | Іран               | 1 – 1              | Палестина      | товариський матч                 | -    | 60'      |
| 31-12-2018 | Доха                    | Катар              | 1 – 2              | Іран           | товариський матч                 | 1    | 67'      |
| 7-1-2019   | Абу-Дабі                | Іран               | 5 – 0              | Ємен           | Кубок Азії 2019 - 1-й етап       | 1    |          |
| 12-1-2019  | Абу-Дабі                | В'єтнам            | 0 – 2              | Іран           | Кубок Азії 2019 - 1-й етап       | 2    | 79'      |
| 16-1-2019  | Дубай                   | Іран               | 0 – 0              | Ірак           | Кубок Азії 2019 - 1-й етап       | -    |          |
| 20-1-2019  | Абу-Дабі                | Іран               | 2 – 0              | Оман           | Кубок Азії 2019 - 1/8 фіналу     | -    | 88'      |
| 24-1-2019  | Абу-Дабі                | КНР                | 0 – 3              | Іран           | Кубок Азії 2019 - чвертьфінал    | 1    | 86'      |
| 28-1-2019  | Аль-Айн                 | Іран               | 0 – 3              | Японія         | Кубок Азії 2019 - півфінал       | -    | 90+4'    |
| 10-9-2019  | Гонконг                 | Гонконг            | 0 – 2              | Іран           | Відбір до ЧС 2022                | 1    |          |
| 10-10-2019 | Тегеран                 | Іран               | 14 – 0             | Камбоджа       | Відбір до ЧС 2022                | 3    | 57'      |
| 15-10-2019 | Ріффа                   | Бахрейн            | 1 – 0              | Іран           | Відбір до ЧС 2022                | -    | 90+4'    |
| 14-11-2019 | Амман                   | Ірак               | 2 – 1              | Іран           | Відбір до ЧС 2022                | -    | 90'      |
| 8-10-2020  | Ташкент                 | Узбекистан         | 1 – 2              | Іран           | товариський матч                 | 1    | 75'      |
| 30-3-2021  | Тегеран                 | Іран               | 3 – 0              | Сирія          | товариський матч                 | 1    | 72'      |
| 3-6-2021   | Арад                    | Іран               | 3 – 1              | Гонконг        | Відбір до ЧС 2022                | -    | 69'      |
| 7-6-2021   | Ріффа                   | Бахрейн            | 0 – 3              | Іран           | Відбір до ЧС 2022                | 2    | 73'      |
| 15-6-2021  | Арад                    | Іран               | 1 – 0              | Ірак           | Відбір до ЧС 2022                | 1    | 77' 78'  |
| 7-9-2021   | Доха                    | Ірак               | 0 – 3              | Іран           | Відбір до ЧС 2022                | -    | 90+3'    |
| 7-10-2021  | Дубай                   | ОАЕ                | 0 – 1              | Іран           | Відбір до ЧС 2022                | -    | 90+4'    |
| 12-10-2021 | Тегеран                 | Іран               | 1 – 1              | Південна Корея | Відбір до ЧС 2022                | -    | 80' 90'  |
| 11-11-2021 | Сайда (місто)           | Ліван              | 1 – 2              | Іран           | Відбір до ЧС 2022                | 1    |          |
| 16-11-2021 | Амман                   | Сирія              | 0 – 3              | Іран           | Відбір до ЧС 2022                | 1    | 90'      |
| 24-3-2022  | Сеул                    | Південна Корея     | 2 – 0              | Іран           | Відбір до ЧС 2022                | -    | 88'      |
| 29-3-2022  | Мешхед                  | Іран               | 2 – 0              | Ліван          | Відбір до ЧС 2022                | 1    |          |
| 12-6-2022  | Доха                    | Алжир              | 2 – 1              | Іран           | товариський матч                 | -    | 46'      |
| 23-9-2022  | Санкт-Пельтен           | Уругвай            | 0 – 1              | Іран           | товариський матч                 | -    | 68'      |
| 27-9-2022  | Марія-Енцерсдорф        | Іран               | 1 – 1              | Сенегал        | товариський матч                 | 1    | 59'      |
| 21-11-2022 | Ер-Раян (муніципалітет) | Англія             | 6 – 2              | Іран           | ЧС 2022 - 1-й етап               | -    | 77'      |
| 25-11-2022 | Ер-Раян (муніципалітет) | Уельс              | 0 – 2              | Іран           | ЧС 2022 - 1-й етап               | -    | 68'      |
| 29-11-2022 | Доха                    | Іран               | 0 – 1              | США            | ЧС 2022 - 1-й етап               | -    | 46'      |
| 13-6-2023  | Бішкек                  | Іран               | 6 – 1              | Афганістан     | Кубок націй ФАЦА 2023 - 1-й етап | 1    | 55'      |
| 16-6-2023  | Бішкек                  | Киргизстан         | 1 – 5              | Іран           | Кубок націй ФАЦА 2023 - 1-й етап | 2    | 62'      |
| 20-6-2023  | Ташкент                 | Узбекистан         | 0 – 1              | Іран           | Кубок націй ФАЦА 2023 - Фінал    | 1    | 75'      |
| Усього     |                         | Матчів             | 71                 |                | Голів (3 місце)                  | 45   |          |

## Досягнення

### Клубні
- Чемпіон Росії (3):

Зеніт: 2018–19, 2019–20, 2020–21
- Володар Кубка Росії (1):

«Зеніт»: 2019–20
- Володар Суперкубка Росії (2):

«Зеніт»: 2020, 2021
- Володар Суперкубка ОАЕ (1):

«Шабаб Аль-Аглі»: 2024
- Чемпіон ОАЕ (1):

«Шабаб Аль-Аглі»: 2024–25
- Володар Кубка Президента ОАЕ (1):

«Шабаб Аль-Аглі»: 2024–25

### Особисті
- Найкращий бомбардир чемпіонату Росії 2019—2020